# Pietrabbondante
Pietrabbondante è un comune italiano di 568 abitanti della provincia di Isernia in Molise.

## Geografia fisica

### Territorio
Si trova nell'Alto Molise, a 1027 m s.l.m. incastonato fra enormi massi detti "Morge" ai piedi del monte Saraceno (1250 m s.l.m.).
Il territorio del comune risulta compreso tra i 354 e i 1.215 metri sul livello del mare. L'escursione altimetrica complessiva risulta essere pari a 861 metri.

### Clima
Il clima è di tipo semi-continentale, con estati miti e inverni rigidi con neve abbondante; Zona Climatica (a) E

## Origini del nome
Da tempo si è sempre supposto che il nome derivò al paese dalla gran quantità di pietre e sassi disseminati nel suo agro. Dallo studio di recenti ritrovamenti nell'area archeologica si è elaborata anche la teoria che il nome sia collegato al culto della dea "Ops consiva" o dea dell'abbondanza, praticato nel portico del Tempio.

## Storia

### Epoca sannita

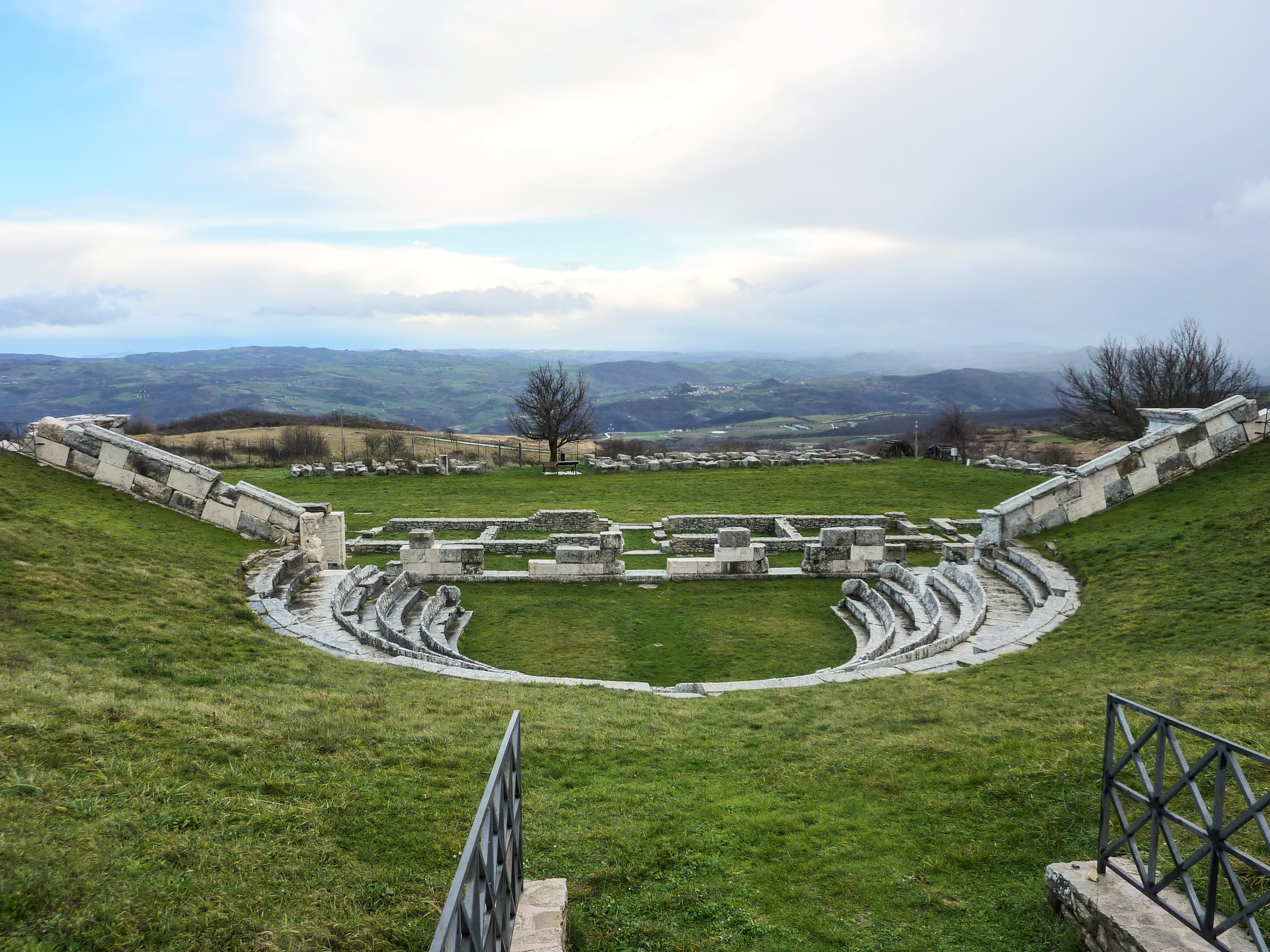
Teatro italico

I resti delle fortificazioni sannitiche sul monte Saraceno testimoniano la presenza umana sul territorio di Pietrabbondante sin da epoca remota.
Nei pressi del centro abitato si trovano i resti dell'antico insediamento che fu il più importante santuario e centro politico dei Sanniti tra il II secolo a.C. e il 95 a.C., fra cui il teatro e tempio italico.

### Epoca feudale
Fu capoluogo delle 34 contee che formavano il ducato di Benevento. Nell'XI secolo fu uno dei castelli della Terra Borellense, vasto feudo della famiglia di origini franche dei Borrello, posto tra l'Abruzzo meridionale ed il Molise settentrionale. In seguito il feudo appartenne a Roberto Cornai, alla famiglia Carafa, a Guglielmo d'Alemagna e alle famiglie Cantelmo, Galluccio, De Raho, Marchesani e D'Andrea, questi ultimi proprietari del feudo. Fino al 1807 faceva parte, insieme ad Agnone, Cantalupo e Belmonte del Sannio, dell'Abruzzo Citeriore; in seguito al riordinamento napoleonico venne ceduto al Molise.
Tra il 1943 e 1945 il territorio fu interessato da diversi combattimenti tra i tedeschi e gli alleati.

### Simboli
Lo stemma del comune, antichissimo, consiste in uno scudo appuntato, detto sannitico, interzato in fascia. Nella parte superiore, azzurra, sono poste nel campo le tre Morge ai cui piedi sorge Pietrabbondante, ciascuna sormontata da una spiga di grano. Nella parte centrale, bianca, figurano le lettere B NTE. La parte inferiore, grigia, porta nel campo una superficie di acque leggermente increspata.
La sua lettura costituisce, perciò, una sorta di rebus che risolto dà appunto il nome di Pietrabbondante. Gli ornamenti esteriori sono quelli generalmente usati per il comune: un ramo di alloro, un ramo di quercia e il tutto sormontato da una corona. Il significato araldico dello stemma non è meno suggestivo: la spiga è un augurio di eterna abbondanza e di sicura ricompensa al lavoro perché premia annualmente le fatiche del contadino. Presso i popoli antichi era vaticinio di pace giacché non si poteva coltivare la terra in tempo di guerra; inoltre le spighe di grano adornavano le figure allegoriche della pace. Pur avendo lo stemma origini antichissime non risultava ancora autorizzato, come per legge. Pertanto solo nel 1972 la civica amministrazione ha inoltrato istanza alla Presidenza della Repubblica per ottenere il prescritto riconoscimento anche per l'uso del Gonfalone.

## Monumenti e luoghi d'interesse

### Il centro storico
Il centro storico, di tipologia insediativa medievale, venne edificato con l'utilizzo di pietre e massi provenienti dal vicino sito archeologico. In particolare, vi si trova la chiesa di Santa Maria Assunta, che presenta frammenti di lapidi osche.

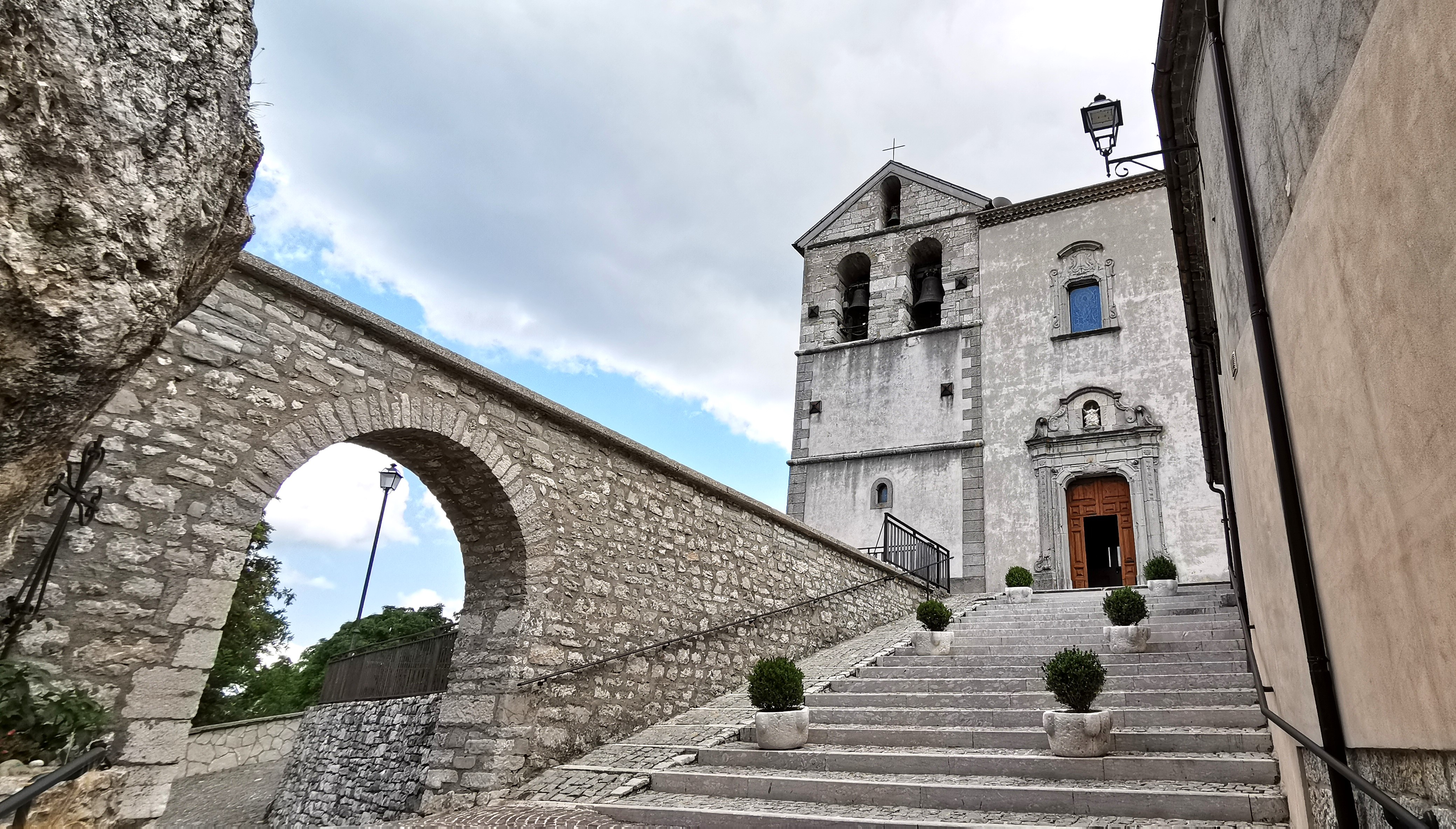
Chiesa di Santa Maria Assunta, veduta esteriore.

Chiesa madre di Santa Maria AssuntaSorge sulla sommità del paese, presso la Morgia della Croce. Risale al XIII secolo circa, fondata come cappella del castello, e successivamente ampliata nel XVI-XVII secolo, inglobando sull'esterno alcune lapidi osche. La facciata è lineare, in stile barocco semplice ad accezione del ricco portale con la cornice a modanature composite in stile squisitamente seicentesco, con nicchia votiva. Il portale è sovrasta da un finestrone in asse, anch'esso con cornice riccamente ornata. Sulla sinistra il campanile in pietra che termina a vela, con tre arcate per le campane. Un arco a cornice ornata da motivi floreali, racchiude una statuetta della Vergine Assunta. L'interno è a tre navate scandite da robusti pilastri che compongono archi a tutto sesto, in stile neoclassico (XIX secolo), con l'altare maggiore sovrastato dall'organo ligneo a canne, e del grande Crocifisso di Padre Angelico. Il soffitto ha solaio a botte, e i lati superiori sono spezzati dall'ordine di finestre quadrate. Le opere di interesse sono le statue di San Nicola di Bari e San francesco di Paola del 1867, insieme a quella di San Rocco. Sul transetto a destra si trova la tela di Padre Angelico Zarlenga ritraente San Vincenzo Ferrer, mentre nella navata di sinistra ci sono le statue del Sacro Cuore di Gesù e Sant'Antonio, e un quadro ritraente San Randisio Borrello, opera di Domenico Cirulli.:

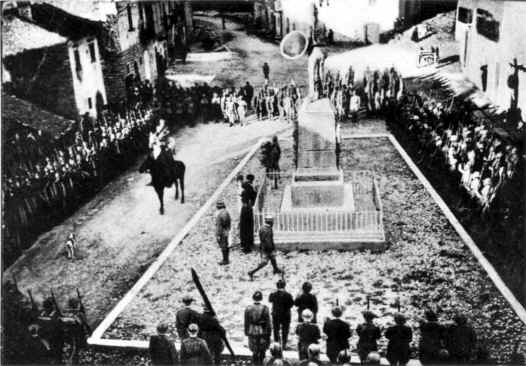
Piazza di Pietrabbondante nel 1922

Chiesa di San Vincenzo Ferreri
costruita nel 1700
Convento di Sant'Eustachio ad Arcumsi trova nella contrada di Arco, sopra il Monte Santa Scolastica, lungo il tratturo Celano-Foggia. Comunicava con il monastero di San Benedetto de Jumento Albo a Civitanova del Sannio; nel 977 fu donato dal conte di Borrello all'abbazia di Montecassino, come testimonia la formella XI del primo battente della porta del monastero benedettino cassinese. Nel 1097 compare ancora tra i possedimenti di Montecassino, elencati nella bolla di conferma che papa Urbano II inviò all'allora abate cassinense Oderisio. Ancora nel 1112 Papa Pasquale II lo elenca tra i possedimenti cassinensi in una bolla di conferma al nuovo abate di Montecassino Gerardo. Il convento di Pietrabbondante fu soppresso nel 1807, e adibito a cascina e ospizio per i pastori, e la dipendenza fu spostata al convento di San Bartolomeo a Mafalda. A causa dei terremoti, e in particolare a seguito del sisma del Molise del 1805, il convento cadde in progressivo abbandono fino alla scomparsa quasi totale. Oggi rimangono dei resti sul colle, gli alzati delle strutture del perimetro rettangolare appartengono alla chiesa, si preserva molto bene un perimetrale in blocchi e bozze di calcare, la muratura è alta circa 3,50 m, e lunga 7 m.
Convento di Santa Maria in Salicetosi trova in contrada Collemeluccio, nominato in un documento del 1280 di Carlo I d'Angiò. Ne rimangono ruderi presso la riserva naturale.
Chiesetta Santa Lucia delle Poste

situata nel bosco lungo il fiume Trigno.

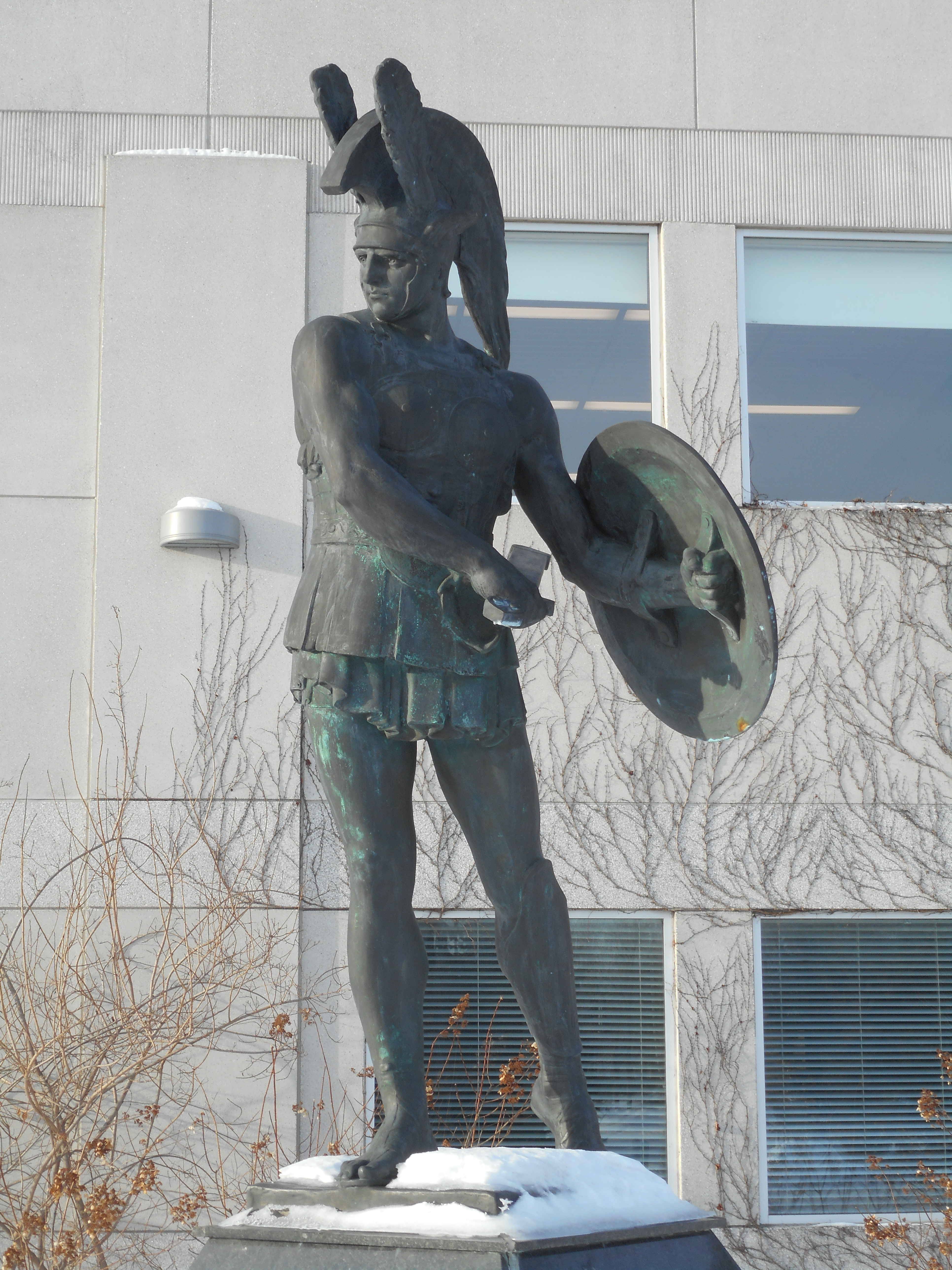
Il Guerriero Sannita

Palazzo Marchesanisi trova nella parte alta del paese, ricostruito sopra il castello longobardo dei Conto di Borrello. Edificato nel XVII secolo per volere di Donato Giovanni, barone di Pietrabbondante, nel 1641 ricevette il titolo di "Barone". Rifatto ampiamente nell'Ottocento, il palazzo non presente caratteristiche militari, eccettuata la vicina torre di guardia. Ha un aspetto dunque neoclassico semplice, con ordine regolare di aperture, e porte ad arco tutto sesto alla base, incorniciate da blocchi di pietra.
Torre medievale Marchesanisorge sulla roccia di Pietrabbondante, si presenta come una costruzione quadrangolare alta 20 metri, e con 5 metri di larghezza. Risalente al XIII secolo circa, è in blocchi di pietra squadrati, con ordine regolare di piccole feritoie, e comunicava con altre tre torri, demolite nell'Ottocento perché pericolanti. La torre attuale è stata tagliata e restaurata dal barone Donato Giovanni nel XVII secolo, l'accesso originario era dato da un sistema di scale mobili retrattili, l'ingresso infatti è sopraelevato di 3 metri rispetto al piano di calpestio
Torre dell' Orologio
costruita tra il 1800 e il 1900 , sorge nella piazza adiacente l'antico borgo murato
Statua del Guerriero Sannitasi trova nella parte alta di Pietrabbondante, nella piazza principale del paese, al di fuori del centro storico che si è sviluppato a valle nella metà dell'Ottocento. La statua fu realizzata tra il 1922 e il 1931, nel pieno clima di Regime di riappropriazione delle antiche identità italiche dei vari comuni del Paese: la statua vale sia come omaggio all'antica popolazione italica del Molise, che come Monumento ai Caduti della prima guerra mondiale: rappresenta una figura umana di bronzo poggiante sopra un piedistallo in travertino a blocchi rialzati. Il guerriero è ritratto nel costume tipico da guerra, con l'elmo a pennacchi, con in mano uno scudo, e con l'altra stringente un gladio, ripiegata all'indietro verso lo scudo, nell'attimo immortalato di sguainare la spada per lanciarsi all'attacco, mentre con il volto fissa torvo un nemico immaginario, in segno di sfida.
Museo Archeologico
è in costruzione, li verranno esposti reperti archeologici e la Statua del Guerriero Sannita
Teatro Sannitico
Monumento ai Caduti
Tratturo
antico percorso percorso dalle mandrie di pecore dall'Abruzzo alla Puglia.

### Santuario italico
Nei pressi di Pietrabbondante è presente, in località Calcatello, un complesso ellenistico-italico. Vi si trovano due templi "A" e "B" ed un teatro, con sedili in pietra dalla caratteristica forma anatomica, utilizzato come luogo di riunione.
Nel periodo estivo vi si svolgono manifestazioni teatrali classiche. Le terrecotte architettoniche rinvenute nel complesso architettonico sono accostate all'arte ellenistica dell'Asia Minore e confrontate con quelle presenti al museo civico archeologico di Monte Rinaldo.
È controversa e contesa con Bojano la collocazione, nel sito archeologico, dell'antica capitale dei Sanniti Pentri: Bovianum Vetus. Nuovi ritrovamenti archeologici, rinvenuti a seguito di recenti scavi, accrescono l'importanza del sito e lasciano sperare in una definitiva determinazione storica, che tuttavia allontana sempre di più Pietrabbondante dall'essere identificata con l'antica Bovianum Vetus.
Le rilevazioni di Adriano La Regina hanno portato a individuare nel sito archeologico - definito dallo studioso "luogo fulcro di religiosità e di politica del Sannio" - la domus publica, edificio che rappresenta un vero e proprio unicum in Italia.

## Società

### Evoluzione demografica
Abitanti censiti

## Cultura

### Cucina
I piatti tipici sono lo scattone, la polenta servita a tocchetti in sugo di carne e salsiccia e le “pallotte casc' e ova”.
Importanti sono anche le sopressate e gli insaccati nonché i formaggi, dai caciocavalli alle scamorze.

### Eventi
L'appuntamento più importante a livello internazionale è costituito da una rassegna teatrale (oggi Sannita Teatro Festival), organizzata fin dal 1974 presso il teatro italico nel periodo estivo.

## Amministrazione
La serie dei Sindaci, Podestà e Commissari Prefettizi:
- Pesa Luca 	 Sindaco 	(1810-1814);
- De Geronimo Clementino 	Sindaco 	(1815-1818);
- Santangelo Celestino 	Sindaco 	(1818-1823);
- Zarlenga Sabatino 	Sindaco 	(1828-1832);
- De Geronimo Clementino	Sindaco 	(1833-1837);
- Pesa Giuseppe 	 Sindaco 	(1838-1839);
- Santangelo Michelangelo Sindaco 	(1840-1843);
- Di Tullio Giuseppe Nicola Sindaco 	(1844-1846);
- Pesa Paolo 	 Sindaco 	(1847-1849);
- Di Tullio Francesco 	Sindaco 	(1850-1852);
- Nerone Nicolamaria 	Sindaco 	(1853-1855);
- Vitullo Lattanzio 	Sindaco 	(1856-1858);
- Mancini Domenico 	Sindaco 	(1859-1860);
- De Geronimo Giovanni 	Sindaco 	(1860-1867);
- Di Tullio Adriano 	Sindaco 	(1867-1869);
- De Geronimo Girolamo 	Sindaco 	(1870-1871);
- De Geronimo Giovanni 	Sindaco 	(1872-1876);
- Vitullo Giuseppe 	Sindaco 	(1877-1883);
- Di Salvo Ruggiero 	Sindaco 	(1885-1886);
- Santangelo Raffaele 	Sindaco 	(1886-1889);
- Di Salvo Ruggiero 	Sindaco 	(1889-1901);
- Cristiani Stefano 	R. Commissario 	(1901-1902);
- Di Salvo Ruggiero 	Sindaco 	(1902-1906);
- Arno Vincenzo 	 R. Commissario 	(1906);
- Di Tullio Giovanni 	Sindaco 	(1906-1914);
- Santangelo Vincenzo 	Sindaco 	(1914-1920);
- Di Tullio Giovanni 	R. Commissario 	(1921);
- Di Tullio Giovanni 	Sindaco 	(1921-1925);
- Orsalino Antonio 	Commissario Prefettizio 	(1925);
- Di Tullio Giovanni 	Commissario Prefettizio 	(1925-1926);
- Orsalino Antonio 	Commissario Prefettizio 	(1926);
- Nasella Beniamino 	Podestà	 (1926-1927);
- Di Iorio Pierino 	Podestà 	(1927-1928);
- Natale Mario 	 Commissario Prefettizio 	(1928-1929);
- Di Tullio Guido 	Podestà 	(1929-1933);
- Flagiello Giulio 	Commissario Prefettizio 	(1933-1934);
- Santangelo Raffaele 	Commissario Prefettizio 	(1934-1935);
- Sforza Francesco 	Podestà 	(1935-1936);
- Volpe Antonio 	 Commissario Prefettizio 	(1936-1937);
- Volpe Antonio 	 Podestà 	(1937-1941);
- Sforza Francesco 	Commissario Prefettizio 	(1941-1942);
- Sforza Francesco 	Podestà 	(1942-1943);
- Di Iorio Pierino 	Sindaco 	(1943-1945);
- Santacroce Ettore 	Sindaco 	(1945-1946);
- Vassolo Oreste 	 Sindaco 	(1946-1947);
- Di Iorio Pierino 	Sindaco 	(1947-1960);
- Santacroce Ettore 	Sindaco 	(1960-1964);
- Di Iorio Pierino 	Sindaco 	(1964-1981);
- Santacroce Ettore 	Sindaco 	(1981-1985)
- Lastoria Gavino 	Sindaco 	(1985-1999);
- Zarlenga Florindo 	Sindaco 	(1999-2009);
- Tesone Giovanni 	Sindaco 	(2009-2019);
- Di Pasquo Antonio Sindaco (2019-2024);
- Casciano Claudino Sindaco (dal 2024).

### Gemellaggi
- Valtorta
- Hargnies